# Tugay Kerimoğlu
Tugay Kerimoğlu, född 24 augusti 1970 i Trabzon, är en före detta turkisk fotbollsspelare. Han avslutade sin karriär i Blackburn Rovers FC, där han hade nr. 5 och positionen mittfältare. Han var även en del av Turkiets trupp vid Japan/Korea-VM 2002 då de tog brons, och även i EM 1996 samt 2000.
Han har vunnit turkiska Süper Lig sex gånger med Galatasaray.